# Corycium deflexum
Corycium deflexum là một loài thực vật có hoa trong họ Lan. Loài này được (Bolus) Rolfe mô tả khoa học đầu tiên năm 1913.